# Erny Green
Erny Green, artiestennaam van Ernst Grevink (Winterswijk, 1964) is een Nederlands singer-songwriter. Hij heeft een groot eigen repertoire dat raakvlakken heeft met zowel americana als postpunk. Hij bracht 13 officiële albums uit tussen 1992 en 2025. Daarnaast produceerde hij sinds 2017 talloze bands in de Utrechtse ‘Vuurland Studio.’

## Biografie
Grevink/Green was vanaf ±1980 actief in de Achterhoekse new wave band The Eternal. Voor een studie Nederlands verhuisde hij naar Utrecht. Vanaf 1988 was hij actief als straatmuzikant, maar later ook in het podium-circuit. In 1999 richtte hij in Utrecht de band Polgate op. Ondanks brede waardering besloot Green na drie albums in 2005 alleen verder te gaan.
Ter gelegenheid van het uitbrengen van de film Control van Anton Corbijn over Joy Division-zanger Ian Curtis, maakt Ernst Green sinds 2008 als zanger deel uit van de formatie Joy Division Undercover. Deze was aanvankelijk tijdelijk in het leven was geroepen voor een tour langs Nederlandse podia, samen met de film. Het repertoire van de tributeband bestond geheel uit Joy Division-covers. De band is anno 2024 nog steeds actief in binnen- en buitenland. Sinds 2023 treedt Green daarnaast regelmatig op met een tweede tributeband, The Sound Undercover. Dit was in de jaren 1980 een invloedrijke postpunk band. 
In 2010 kwam Green met een nieuwe band genaamd Belly Says. De muziek van deze band klinkt een stuk steviger, Green hanteert er de elektrische gitaar. Op de in het najaar van 2010 opgenomen cd klinkt de indie band als een mix tussen Arcade Fire, Wilco en Bob Dylan. Na dit album volgden twee soloalbums (2012 en 2017).
Tussen 2017 en 2019 volgde Green een opleiding tot music producer aan de Abbey Road Institute Amsterdam en heropende hij opnamestudio Vuurland in Utrecht. Hier begon hij de band Kaspar Baum en nam daarmee tussen 2022 en 2025 inmiddels drie albums op.

## Discografie
- The Far Away Play (EP, The Eternal, 1984)
- Erny Green (solo, 1992)
- Erny Green's Monkey Nerve - Now is the time (solo, 1995)
- Expectations (solo, 1997)
- Home on a horse (Polgate, 2000)
- Slow train to nowhere (Polgate, 2003)
- Scarfish love on wings of mojo wire (Polgate, 2005)
- Heartland Revisited (Erny Green, 2008)
- Belly Says (Belly Says, 2010)
- Sound Of Neonlight (2013)
- Pheromones (2017)
- Vuurland (Kaspar Baum, 2022)
- World Wide Willow (Kaspar Baum, 2024)
- Groenland (Kaspar Baum, 2025)